# Grup de l'halotriquita
El grup de l'halotriquita és un grup de minerals sulfats metàl·lics docosahidrats que cristal·litzen en el sistema monoclínic. Els minerals d'aquest grup tenen una fórmula química que segueix el patró MAl₂(SO₄)₄·22H₂O, on M pot ser el corresponent catió divalent de magnesi, manganès, ferro, cobalt o zinc. La bilinita i la redingtonita contenen respectivament ferro(III) i crom(III) enlloc d'alumini però també pertanyen a aquest grup, el qual està format per les següents espècies:
| Espècie      | Fórmula                   |
| ------------ | ------------------------- |
| Apjohnita    | Mn²⁺Al₂(SO₄)₄(H₂O)₁₇·5H₂O |
| Bilinita     | Fe2+Fe3+ 2(SO₄)₄·22H₂O    |
| Dietrichita  | ZnAl₂(SO₄)₄·22H₂O         |
| Halotriquita | Fe2+Al₂(SO₄)₄·22H₂O       |
| Pickeringita | MgAl₂(SO₄)₄·22H₂O         |
| Redingtonita | Fe2+Cr₂(SO₄)₄·22H₂O       |
| Wupatkiïta   | CoAl₂(SO₄)₄·22H₂O         |

## Formació i jaciments
Els minerals del grup de l'halotriquita es troben repartits per tot el globus. Hi ha uns set-cents cinquanta jaciments a on s'hi pot trobar alguna espècie d'aquest grup. Als territoris de parla catalana s'hi pot trobar una espècie, l'halotriquita, la qual ha estat descrita a dos indrets de la província de Barcelona: les mines Rocabruna, a Bruguers i a Santa Creu d'Olorda, a Barcelona. També s'ha trobat halotriquita a les mines Sa Plan, a Bausen (La Vall d'Aran).